# Electric day
Electric day is het debuutalbum van de Duitse band You. 
Hanten en Meskes ontmoetten elkaar tijdens een bezoek aan het Krefeld Haus Lange Museum alwaar werken van Meskes worden tentoongesteld. Hanten maakt dan nog deel uit van Brüker & Hanten, een synthesizerbandje. Twee jaar later is Hanten solo bezig, dan wel werkte hij samen met Klaus Schulze. Om zijn muziek meer "body" te geven schakelde hij gitarist Uli Weber in. De twee beginnen opnamen in West-Berlijn. De geluidsstudio is van Peter Baumann (ex-lid van Tangerine Dream). Tegelijkertijd begon Harald Grosskopf de opnamen voor zijn studioalbum Synthesist. Onder aanvoering van muziekproducent Conny Plank worden beide groepen bijeengebracht. In de geluidsstudio in Krefeld werd eerst gewerkt aan Synthesist en vervolgens werd Electric day opgenomen. Detail daarbij is dat het gebruikte opname-apparaat een Revox A77 basis heeft met ITAM 805 opnamekoppen. Dat apparaat deed eerder dienst bij Schulze en Tangerine Dream. Inmiddels heeft Meskes zich bij You gevoegd en de opnamen uit Krefeld worden gebracht naar Grosskopf die de productie zou gaan doen.
De muziek is sterk gelieerd aan die van Tangerine Dream, toen toch de belangrijkste band binnen de stroming elektronische muziek in de Berlijnse School. Er wordt dus veelvuldig gespeeld met een sequencer met daarboven een melodielijn. Af en toe waagt You zich aan experimenten, zowel qua muziek als titel, zoals op de laatste track Yousless ("useless").     
De platenhoes is een ontwerp van Meskes.

## Musici
- Udo Hanten – programeerwerk
- Albin Meskes – synthesizers, sequencer
- Ulrich Weber – gitaar, gongs
- Lhan Gopal – slagwerk, elektronisch slagwerk

## Muziek
| Nr. | Titel                       | Duur  |
| --- | --------------------------- | ----- |
| 1.  | Electric day                | 5:51  |
| 2.  | Magooba                     | 6:30  |
| 3.  | Son of a true star          | 5:03  |
| 4.  | Sequential spectrums part 1 | 2:01  |
| 5.  | Sequential spectrums part 2 | 0:45  |
| 6.  | Slow go                     | 11:56 |
| 7.  | Zero-eighty-four            | 8:36  |
| 8.  | E-night                     | 11:06 |
| 9.  | H-Rays identuty             | 5:59  |
| 10. | Hallucination engine        | 7:44  |
| 11. | Yousless                    | 8:16  |

Het oorspronkelijke album bevatte uitsluitend de tracks 1-7. 